# مقبرة 58
مقبرة 58 وتعرف عالميا باسم KV58، وتقع ي الوادي الشرقي بوادي الملوك بمصر، كما تعرف أيضا باسم «مقبرة المركبة الحربية» ليس لاكتشاف مركبة حربية بها ولكن لاكتشاف رقائق من الذهب عليها أسماء توت عنخ أمون وخپر خپرو رع آي ويعتقد أنها من الرقائق الذهبية التي كانت تغطي المركبات الحربية الملكية في ذلك الوقت.
وحتى الآن لم يتم تحديد هوية صاحب المقبرة الحقيقي وإن كانت هناك بعض النظريات التي تشير إلى احتمالية أن تكون المقبرة قد حوت بقايا المراسم الجنائزية بخپر خپرو رع آي في وقت ما وإن افتقد هذه النظريات الدليل العلمي القوي، كما تعد المقبرة واحدة من المقابر القليلة التي لا يتم دراستها حاليا من خلال مشروع تخطيط طيبة.

## المطبوعات
- Reeves, N & Wilkinson, R.H. The Complete Valley of the Kings, 1996, Thames and Hudson, London.
- Siliotti, A. Guide to the Valley of the Kings and to the Theban Necropolises and Temples, 1996, A.A. Gaddis, Cairo.

## وصلات خارجية
- مشروع تخطيط طيبة: مقبرة 58 - يضم وصفا وصورا وخرائط للمقبرة.